# Сергеев, Михаил Дмитриевич
Михаил Дмитриевич Сергеев (1925 — ?) — советский сержант, командир миномётного расчёта 1345-го стрелкового полка, 399-й стрелковой дивизии, 48-й армии, 1-го Белорусского фронта. Полный кавалер Ордена Славы.

## Биография
Родился 20 декабря 1925 года в дер. Богородск  Богородском сельсовете Оренбургского уезда Оренбургской губернии (ныне Шарлыкского района Оренбургской области) в крестьянской семье. После получения начального образования работал в колхозе.
С 1943 года призван в ряды РККА и направлен в действующую армию — пулемётчик и командир миномётного расчёта миномётной роты 1345-го стрелкового полка, 399-й стрелковой дивизии, 48-й армии, воевал на 1-м Белорусском фронте, был ранен.
С 3 по 5 сентября 1944 года младший сержант М. Д. Сергеев при прорыве обороны противника у населённого пункта Рынек поддерживал наступающую пехоту огнём из миномёта и разбил три пулемёта и повозку с боеприпасами. Отражая контратаку, уничтожил еще два пулемёта и свыше десяти гитлеровцев. За это 29 сентября 1944 года Указом Президиума Верховного Совета СССР М. Д. Сергеев был награждён  Орденом Славы 3-й степени.
10 марта 1945 года  сержант М. Д. Сергеев участвовал в боях по уничтожению окружённой Данцигской группировки противника близ населённого пункта Рюкенау. Расчет М. Д. Сергеева в том же боевом составе  уничтожил две пулемётные точки противника и свыше десяти солдат. 7 апреля 1945 года Указом Президиума Верховного Совета СССР М. Д. Сергеев был награждён Орденом Славы 2-й степени.
7 мая 1945 года сержант М. Д. Сергеев  у населённого пункта Тигенхаген, в трудных условиях местности, затопленной водой, стремительно ворвался в опорный пункт противника и ликвидировал пулемётную точку с прислугой, обеспечив продвижение стрелкового подразделения. 29 июня 1945 года Указом Президиума Верховного Совета СССР М. Д. Сергеев  был награждён Орденом Славы 1-й степени.
В 1950 года  старшина  М. Д. Сергеев в запасе. Жил и работал в городе Минске.

## Награды
- Орден Славы I степени (1945)
- Орден Славы II степени (1945)
- Орден Славы III степени (1944)
- Орден Отечественной войны I степени (1985)
- Орден Красной Звезды (1944)
- 15 апреля 1999 года Указом Президента Республики Беларусь был награждён Орденом «За службу Родине» III степени[6].